# Caitlin McGee

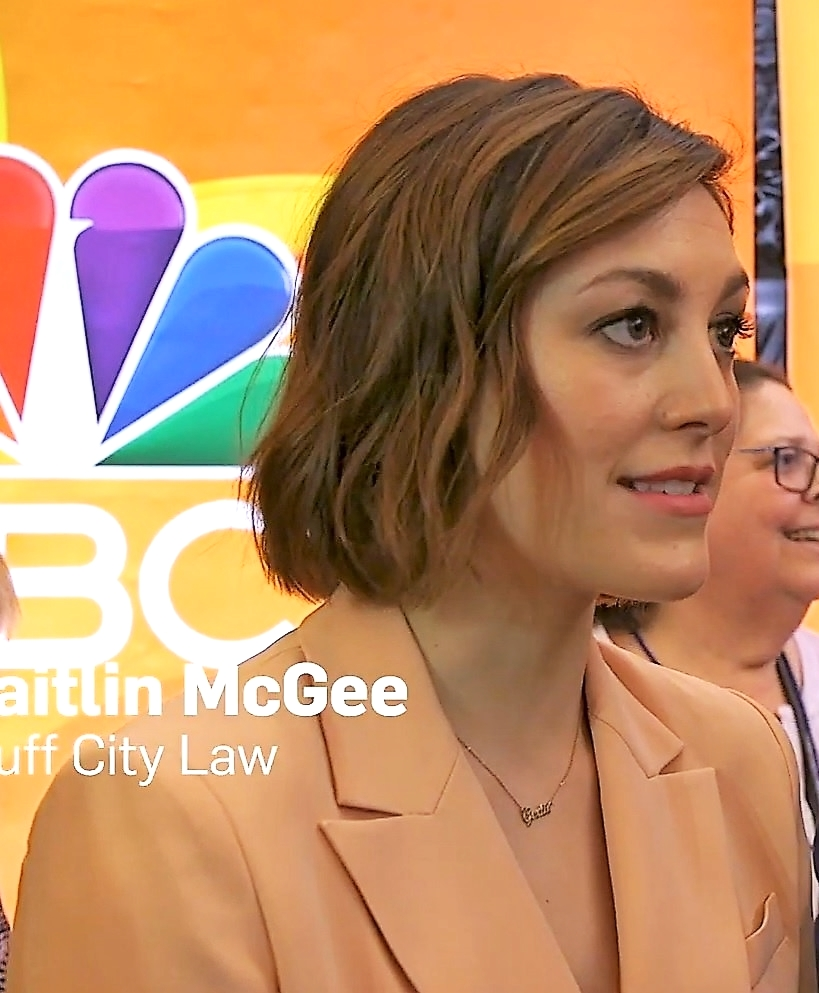
Caitlin McGee

Caitlin McGee (* 9. Januar 1988 in Kalifornien) ist eine US-amerikanische Schauspielerin und Fernsehschauspielerin.

## Leben
Caitlin McGee wurde 1988 in Kalifornien geboren. Sie wuchs in Newton, Massachusetts, auf und besuchte die Newton North High School mit Abschluss 2006. Im Anschluss studierte sie Theater Performance and Speech am Wagner College in New York City mit Abschluss als Bachelor.
2014 hatte McGee in dem Film Motion Picture Martyr ihren ersten Auftritt. 2014 hatte sie ihre erste Rolle in der Fernsehserie Unforgettable. In der Fernsehserie Shades of Blue spielte sie 2016 erstmals eine durchgehende Rolle. In der Fernsehserie Home Economics spielte McGee von 2021 bis 2023 eine durchgehende Rolle.
2021 heiratete sie den Schauspieler Patrick Woodall, mit dem sie eine Tochter hat.

## Filmografie
- 2014: Motion Picture Martyr
- 2014: Unforgettable (Fernsehserie, Folge 3x08 Die Insel)
- 2015: Blue Bloods – Crime Scene New York (Blue Bloods, Fernsehserie, Folge 5x15 Auch Helden weinen)
- 2015: Sex&Drugs&Rock&Roll (Sex&Drugs&Rock&Roll, Fernsehserie, Folge 1x04)
- 2016: Shades of Blue (Fernsehserie, 2 Folgen)
- 2016: Halt and Catch Fire (Fernsehserie, Folge 3x06 Und da war sie)
- 2016: Crunch Time (Fernsehfilm)
- 2017: The Great Indoors (Fernsehserie, Folge 1x13)
- 2017: An American Girl Story: Ivy & Julie 1976 – A Happy Balance (Fernsehfilm)
- 2017: The Marvelous Mrs. Maisel (Fernsehserie, 2 Folgen)
- 2017: Libby and Malcolm (Fernsehfilm)
- 2018: Chicago Med (Fernsehserie, Folge 3x08 Aus vollem Herzen)
- 2018: Grey’s Anatomy (Fernsehserie, 2 Folgen)
- 2018: I’m Dying Up Here (Fernsehserie, Folge 2x02)
- 2018: History of Them (Fernsehfilm)
- 2019: You’re the Worst (Fernsehserie, Folge 5x01)
- 2019: Standing Up, Falling Down
- 2019: Plus One
- 2019: Modern Love (Fernsehserie, 2 Folgen)
- 2019: Bluff City Law (Fernsehserie, 10 Folgen)
- 2020–2022: Mythic Quest (Mythic Quest: Raven’s Banquet, Fernsehserie, 9 Folgen)
- 2021–2023: Home Economics (Fernsehserie, 42 Folgen)
- 2023: Mr. Monk’s Last Case: A Monk Movie (Fernsehfilm)